# Циглер, Жан
Жан Циглер (Jean Ziegler; род. 19 апреля 1934, Тун, Швейцария) — швейцарский политик-социалист и дипломат, социолог, литератор. Доктор права и социологии, эмерит-профессор Женевского университета. Автор бестселлеров, многих книг, переведенных на многие языки.
С 1981 по 1999 год член Федерального парламента Швейцарии от социал-демократов. Затем сотрудничал в ООН, где являлся вице-президентом Консультативного комитета Совета по правам человека.
Лауреат Международной премии аль-Каддафи по правам человека (2002).
Учился в университетах Берна и Женевы, получил докторские степени в области права и социологии.
Удостоен почётных степеней.